# جوزيف روجرز (لاعب كرة قدم كندية)
جوزيف روجرز (بالإنجليزية: Joseph Rogers)‏ هو لاعب كرة قدم كندية أمريكي، ولد في 21 مايو 1971 في ميامي في الولايات المتحدة.